# Epimedium ecalcaratum
Epimedium ecalcaratum är en berberisväxtart som beskrevs av G.Y. Zhong. Epimedium ecalcaratum ingår i släktet sockblommor, och familjen berberisväxter. Inga underarter finns listade i Catalogue of Life.